# Avel·lí Artís-Gener
Avel·lí Artís Gener (Barcelona, 28 de mayo de 1912-7 de mayo de 2000) fue un periodista, escritor, caricaturista, escenógrafo, enigmista, director artístico de publicidad y corrector español. Utilizaba el seudónimo Tísner, o bien sus dos apellidos juntos, Artís-Gener. Era hijo de Avel·lí Artís i Balaguer y primo del también periodista Andreu-Avel·lí Artís i Tomàs (Sempronio).

## Sus inicios profesionales
Avel·lí Artís-Gener se inició en el mundo del periodismo en 1928, con 16 años de edad. Se dedicó a realizar caricaturas, que pasaba por debajo de la puerta de la redacción del semanario Papitu, que las empezó a publicar. Un año después y con idéntico método, empezó a realizar escritos, que fueron publicados en el periódico Mirador. En 1931 se consolida como caricaturista en el semanario El Be Negre, uno de los referentes satíricos de la época. En 1932 empezó a colaborar regularmente con el Diario Mercantil y, durante la Segunda República, lo hizo con l'Opinió, La Rambla. Esport i ciutadania y La Publicitat. En 1936, juntamente con Pere Calders, se convierte en director del semanario humorístico L'Esquella de la Torratxa.

## La Guerra Civil
Nada más empezar la Guerra Civil, huyó a París, amenazado de muerte por la FAI. Sin embargo, rápidamente se da cuenta de que debe volver y se alista voluntariamente en el Ejército Popular. Dirigió las publicaciones destinadas a los combatientes Meridià, Amic y Vèncer. Artís-Gener pasa toda la guerra encuadrado en la 60.ª División del Ejército Popular de la República, luchando en los frentes de Aragón, del Segre y del Ebro encuadrado en la 27.ª división.

## Exilio en México
Al finalizar la guerra, se exilió en México, donde residió durante 25 años. Si bien es cierto que se adaptó profundamente a la realidad mexicana, no por ello dejó de frecuentar los ambientes catalanes de exiliados en México. Durante esta época se enamoró de la cultura precolombina, que dará como resultado su libro más reconocido, Paraules d'Opòton el vell. A pesar de ello, antes de escribir en español en algún medio de comunicación mexicano, prefirió dejar de escribir y realizar otras tareas: corrección o dirección artística de publicidad. Solamente colabora como caricaturista en las publicaciones Full Català (inicios de los 40), Quaderns de l'Exili, Revista de Refugiats d'Amèrica, Lletres, Pont Blau, Tele-revista (entre 1943 y 47) y La Nostra Revista (1946-1954). En 1955 creó La Nova Revista, heredera de la anterior, fundada por su padre.

## El regreso a Cataluña
En 1965 vuelve a Cataluña, donde inicialmente no se le concede el carné de periodista. No obstante, gracias a contactos personales, logra publicar sus trabajos en el diario El Correo Catalán y, como consecuencia de la intervención de su primo Sempronio, director del Tele-Exprés, pasa a ser subdirector del semanario en catalán Tele/Estel.
En 1970 tradujo al catalán la obra cumbre de Gabriel García Márquez, Cien años de soledad.
Con el fin del franquismo, colaboró como articulista y caricaturista en multitud de medios: Avui, El Periódico, Catalunya Informació, L'Avenç, Serra d'Or, Canigó, Cultura, El Triangle, El Món, Presència, Espais mediterranis, entre otros. Entre 1984 y 1990 realizó los crucigramas de La Vanguardia; tarea que pasó luego, a principios de los 90, desempeñó en el diario El País a la vez que colabora en un programa de entretenimiento en TV3.
En 1982, en línea con sus convicciones catalanistas de izquierdas, se presentó como candidato a senador en representación de Nacionalistes d'Esquerra en las elecciones generales de 1982, aunque no resultó elegido. En 1993 se incorporó a Esquerra Republicana de Catalunya, junto con otros compañeros de Nacionalistes d'Esquerra, como Jordi Carbonell.
En 1988 recibió la Creu de Sant Jordi y, en 1990, los premios Ciutat de Barcelona de Narrativa Catalana y Crítica «Serra d'Or» de Memòries por el primer volumen de Viure i veure. Participó en la fundación de la Associació d'Escriptors en Llengua Catalana (AELC), de la que fue presidente entre 1990 y 1994. En 1997 fue condecordado con el Premio de Honor de las Letras Catalanas. Avel·lí Artís-Gener muere en Barcelona el 7 de mayo de 2000 después de padecer un infarto de miocardio. En 1993 había hecho donación a la Biblioteca de Cataluña de su biblioteca personal y de parte de la correspondencia recibida.